# Rage (videohra)
Rage je střílečka z pohledu první osoby vyvinutá společností id Software a vydaná společností Bethesda Softworks. Vyšla v říjnu 2011 pro Microsoft Windows, PlayStation 3 a Xbox 360. V únoru 2012 vyšla i pro OS X.

## Děj
Děj hry se odehrává v postapokalyptické blízké budoucnosti po dopadu asteroidu Apophis na planetu Zemi. Hráč hraje za vojáka Nicholase Raina, který se po mnoha letech objeví v pustině a zjistí, že je hledaným mužem represivní organizace známé jako The Authority.

## Vývoj
Poprvé byla předvedena jako demo na Apple Worldwide Developers Conference 2007 a oznámena na QuakeConu. Hra využívá herní engine id Tech 5 a je poslední hrou vydanou společností pod dohledem zakladatele Johna Carmacka.
Hra byla přirovnávána k filmu Šílený Max 2 – Bojovník silnic a k videohrám jako Duke Nukem, Fallout a Borderlands.

## Vydání a ohlasy
Videohra vyšla v říjnu 2011 pro Microsoft Windows, PlayStation 3 a Xbox 360. V únoru 2012 vyšla i pro OS X.
Hra získala převážně kladné recenze. Recenzenti chválili bojové mechanismy, hratelnost a grafiku. Kritizovali nedostatek příběhu, postav a režie. Pokračování s názvem Rage 2 vyšlo 14. května 2019.